# Surchachi
Surchachi (ros. Сурхахи) – miejscowość w Rosji, w Inguszetii. Według danych szacunkowych na rok 2009 liczy 15 935 mieszkańców..